# Акопов, Александр Иванович
Алекса́ндр Ива́нович Ако́пов (род. 27 августа 1939, Краснодар) — доктор филологических наук, профессор, заведующий кафедрой средств массовых коммуникаций (до 2011), профессор-консультант Южного федерального университета, профессор кафедры журналистики Тольяттинского государственного университета. Главный редактор научно-культурологического сетевого журнала RELGA. Член Союза журналистов России.

## Биография
Родился в Краснодаре, где жил с родителями до начала Великой Отечественной войны, затем с мамой и старшим братом был эвакуирован вместе с Кубанским медицинским институтом, где работал до войны отец, в Ереван, где прожил до 1946 года, в школьные годы жил и учился в Самарканде Узбекской ССР (1946—1956). Поступил и проучился два года в Ташкентском институте инженеров железнодорожного транспорта (1956—1958). Окончил Ростовский институт инженеров железнодорожного транспорта по специальности «Промышленное и гражданское строительство» (1961) и Ростовский государственный университет по специальности «Журналистика» (1971).
С 1961 по 1965 работал инженером-строителем в Ачикулакском районе Ставропольского края на строительстве Ставропольского газобензинового завода и города Нефтекумска, входящих в перечень особо важных строек семилетки (1958—1965), затем в Краснодаре (мастер, прораб, начальник участка). С 1965 по 1972 в Ростове-на-Дону занимался проектированием объектов промышленного, гражданского и жилищного строительства по Северному Кавказу, исследованием строительных материалов, наладкой производства на предприятиях стройиндустрии (главный инженер проекта, начальник отдела, главный инженер Ростовского филиала проектно-наладочного объединения Росоргтехстром). Принимал участие в работах по ликвидации последствий землетрясений как инженер-проектировщик (Дербент, 1966; Махачкала, 1970) и журналист (Спитак, 1988).
С 1972 — в Ростовском государственном университете: заведующий редакцией научного журнала «Известия СКНЦВШ» и заведующий отделом Северо-Кавказского научного центра высшей школы (1972—1976), старший научный сотрудник НИИ механики и прикладной математики (1976—1980), директор издательства РГУ (1982—1986). С 1980 года занимается преподавательской и научно-исследовательской деятельностью на отделении журналистики Факультета филологии и журналистики РГУ (преподаватель и зам. декана по работе с иностранными учащимися, старший преподаватель, доцент, профессор, заведующий кафедрой теории журналистики (1991—2001), заведующий кафедрой средств массовых коммуникаций (с 2001 по 2003 и с 2008 по 2011 годы)).
Защитил кандидатскую (1979, МГУ) и докторскую (1991, Киевский университет) диссертации, получив учёные степени и звания, подтверждённые дипломами ВАК: кандидата филологических наук по специальности «журналистика» (1979), доцента (1989), доктора наук (1992) и профессора (1996).
С 2003 года — заведующий кафедрой журналистики, затем — профессор кафедры в Тольяттинском госуниверситете, профессор кафедры теории и практики журналистики в Воронежском госуниверситете (2003—2008). Член Диссертационного совета по докторским диссертациям при Воронежском госуниверситете Д 212.038.18 (с 2003). Член Диссертационного совета по докторским диссертациям Д 212.208.09 при Ростовском госуниверситете (1992—2003), затем — при Южном федеральном университете (с 2009 года).
С 1998 года по настоящее время является главным редактором сетевого научно-культурологического журнала RELGA. Сфера научных и профессиональных интересов — научное и литературное редактирование, издательская деятельность, моделирование СМИ, журналоведение, журналистика электронных сетей.
Разработал и преподает в университетах РФ авторские учебные курсы для журналистов:
- Основы журналоведения (с 1980);
- Издательское дело (с 1986);
- Журналистика электронных сетей (с 1998);
- Актуальные проблемы науки и журналистика (с 2001).

Под руководством Акопова защищено 14 диссертаций на соискание степени кандидата филологических наук по специальности 10.01.10 — журналистика (Сархан Абдул Карим, Боннер-Смеюха, Эхцэцэг Самдан, Колесникова М. М., Долгополов А. Ю., Гарматин А. А., Колодкин В. А., Раскатова Е. Р., Иванова Л. В., Борзенко В. В., Могилевская Э. В., Браславец Л. А., Быкадорова А. С., Дивеева Н. В.).

## Автор книг
- Атланты держат небо. Изд-во «Знание», — М., 1979 (в соавторстве с В. П. Зацаринным);
- Методика исследования периодических изданий. Изд-во Иркутского ун-та, — Иркутск, 1985;
- Отечественные специальные журналы. 1765—1917. Изд-во Ростовского ун-та, — Ростов-на-Дону, 1986;
- Средства массовой информации. Изд-во АПН. — М., 1990 (5 изданий — на англ., исп., итал., нем., франц. языках);
- Российские специальные журналы. 1917—1932. Формирование типологической системы. — Изд-во Ин-та массовых коммуникаций. — Ростов-на-Дону, 1994;
- Периодические издания. Уч.-мет. пос. Изд-во Ин-та массовых коммуникаций, Ростов-на-Дону, 1995;
- Периодические издания. Уч.-мет. пос. 2-е изд., доп. Изд-во МП «Книга». — Ростов-на-Дону, 1999;
- Аналитические жанры. Уч.-мет. пос. Изд-во Ин-та массовых коммуникаций, 1996; — Ростов-на-Дону.
- Некоторые вопросы журналистики: история, теория, практика. (Сборник научных и профессионально-практических работ автора за 1972—2002 гг.) Изд-во «Терра», Ростов-на-Дону, 2002
- Общий курс издательского дела. Уч. пос. для студентов-журналистов. — Воронежский госуниверситет. — Воронеж, 2004.
- Основы издательского дела. Уч. пос. для студентов, обучающихся по специальности «журналистика». — Тольяттинский государственный университет. — Тольятти, 2005.
- Журналоведение. Уч. пос. для студентов отделения журналистики. — Южный федеральный университет. — Ростов-на-Дону, 2008. Электронное издание.
- Наука и журналистика. Уч.-мет. пос. для студентов специальности «журналистика». — Южный федеральный университет. — Ростов-на-Дону, 2008. Электронное издание.
- Журналистика: научные работы, публицистика, очерки и зарисовки разных лет. Издательство СКНЦВШ ЮФУ АПСН. — Ростов-на-Дону, 2012. — 426 с. ISBN 978-5-87872-685-6
- Журналистика и общество: научные работы, публицистика, рассказы и повести. Фонд науки и образования. — Ростов-на-Дону, 2015. — 356 с. ISBN 978-5-9907681-6-1

Научные, профессиональные и публицистические работы в журналах, сборниках, интернет-изданиях, выступления на конференциях, семинарах и т. п. — около 200.

## Редакционно-издательская деятельность
- Директор издательства Ростовского государственного университета (1982—1986)
- главный редактор сетевого научно-культурологического журнала RELGA (с 12.04.1998)
- Член редакционной коллегии журнала «Акценты. Новое в журналистике и литературе» — Воронеж
- Член редакционной коллегии журнала «Вестник Воронежского университета. Серия Филология. Журналистика». Из списка рекомендованных ВАК. — Воронеж
- Член редакционной коллегии журнала «Филологический вестник Южного федерального университета». Из списка рекомендованных ВАК. — Ростов-на-Дону
- Член редакционной коллегии и научный редактор журнала «Вестник Гуманитарного института Тольяттинского государственного университета». — Тольятти
- Гл. ред. продолжающегося издания: Журналистика электронных сетей. Сборник научных работ под ред. А. И. Акопова. Выпуск № 1. — Факультет журналистики Воронежского университета. — Воронеж, 2007 г.; // Выпуск № 2. — Воронеж, 2008 г.; // Выпуск № 3. — Воронеж, 2010 г. // Выпуск № 4. — Воронеж, 2012 г. / ISSN 2200-9344
- Научный и ответственный редактор ряда монографий, сборников научных работ, учебных пособий

## Общественная деятельность
- Эксперт Фонда Развития Информационной Политики (ФРИП)
- Эксперт Единой Сети Российского интернета РОЦИТ
- Эксперт проекта «Эксперты для гражданского общества»

## Награды
- Юбилейная медаль «За доблестный труд. В ознаменование 100-летия со дня рождения В. И. Ленина». От имени Президиума Верховного Совета СССР награждён юбилейной медалью 2 апреля 1970 года
- Награждён знаком «Ударник 11-й пятилетки» Постановлением коллегии Минвуза РСФСР и Республиканского Комитета профсоюзов 6 января 1986 года
- Диплом Всесоюзного общества «Знание» за книгу: «Атланты держат небо». Москва, 1980 года
- Удостоверение ветерана труда. Администрация Ростовской области С № 668196. Выд. 26 июня 1997 года
- Диплом «Победитель конкурса „Золотой гонг—2004“» главному редактору журнала RELGA в номинации: лучшее Интернет-издание 2004 года. Вручен 24 марта 2005 года в Москве
- Почётный диплом Министерства образования РФ за победу в конкурсе «Образование в зеркале прессы» в номинации "Лучший проект по освещению вопросов образования в интернет-издании. Вручен в Минобразнауки, Москва, 2006
- Диплом Фестиваля интернет-проектов «Новая реальность». Москва, 2006
- Благодарность Министерства образования и науки РФ. Сентябрь 2008